# Явлинский, Натан Аронович
Ната́н (Ну́тан) Аро́нович Явли́нский (13 февраля 1912, Харьков — 28 июля 1962, Гагрский район, Абхазская АССР) — советский физик, разработчик термоядерных установок
токамак.

## Биография
Родился 13 февраля 1912 года в Харькове (по другим данным — в Каневе, ныне Украина) в семье врача. В 1931 году окончил ФЗУ при Харьковском электромеханическом заводе (ХЭМЗ) и вечернее отделение ХЭТИ (1936). Работал на ХЭМЗ, с 1934 года — начальник одного из КБ. Член ВКП(б) с 1931 года.
Участвовал в Великой Отечественной войне. Во время обороны Сталинграда был заведующим мастерскими по ремонту артиллерийской техники.
С 1944 года — начальник лаборатории (ВЭИ имени В. И. Ленина, Москва). С 1948 года — заведующий лабораторией и начальник сектора ИАЭ имени И. В. Курчатова.
Участвовал в разработке первых термоядерных установок типа токамак (тороидальная камера магнитная).
Трагически погиб 28 июля 1962 года в авиационной катастрофе в районе Сочи вместе с женой и младшим сыном. Похоронен вместе с ними на Донском кладбище.
Троюродный дядя Григория Явлинского.
Сын — Юлий Нутанович Явлинский (род. 1936), физик-ядерщик, ведущий научный сотрудник Института ядерного синтеза ИАЭ имени И. В. Курчатова.
Внучка — Борисова, Наталья Николаевна (род. 1961).

## Награды и премии
- Сталинская премия третьей степени (1949) — за разработку конструкции и освоение производства электрических машин;
- Ленинская премия — за исследования мощных импульсных разрядов в газе для получения высокотемпературной плазмы;
- Орден Трудового Красного Знамени;
- Орден Красной Звезды;
- Медаль «За оборону Сталинграда»;
- Медаль «За Победу над Германией в Великой Отечественной войне 1941-1945 гг.»;
- Медаль «За доблестный труд в Великой Отечественной войне 1941-1945 гг.».